# Jean-Paul Akono
Jean-Paul Akono (ur. w 1952 w Kamerunie) – kameruński piłkarz, grający na pozycji napastnika, trener piłkarski. 

## Kariera piłkarska

### Kariera klubowa
Występował w latach 70. XX wieku w kameruńskich klubach.

### Kariera reprezentacyjna
27 lutego 1973 rozegrał jeden mecz w narodowej reprezentacji Kamerunu przeciwko Zairu.

## Kariera trenerska
W 2000 prowadził olimpijską reprezentację Kamerunu, z którą zdobył medal olimpijski. W następnym roku trenował reprezentację Kamerunu. Od 2002 do 2003 kierował reprezentację Czadu. 13 września 2012 ponownie został selekcjonerem reprezentacji Kamerunu, z którą pracował do 22 maja 2014

## Sukcesy i odznaczenia

### Sukcesy trenerskie
- mistrz olimpijski: 2000